# Cristophyllarthrius
Cristophyllarthrius är ett släkte av skalbaggar. Cristophyllarthrius ingår i familjen långhorningar.
Kladogram enligt Catalogue of Life:
| Cristophyllarthrius | \| \| Cristophyllarthrius decellei \| \| \| \| \| \| Cristophyllarthrius maynei \| \| \| \| |
|                     | \| \| Cristophyllarthrius decellei \| \| \| \| \| \| Cristophyllarthrius maynei \| \| \| \| |
|                     | Cristophyllarthrius decellei                                                                |
|                     |                                                                                             |
|                     | Cristophyllarthrius maynei                                                                  |
|                     |                                                                                             |